# Aljoscha Kemlein
Aljoscha Kemlein, né le 2 août 2004 à Berlin en Allemagne, est un footballeur allemand qui évolue au poste de milieu défensif à l'Union Berlin.

## Biographie

### En club
Né à Berlin en Allemagne, Aljoscha Kemlein est formé par l'un des clubs de la capitale allemande, le Union Berlin. Il se démarque avec les équipes de jeunes du club, et officie notamment comme capitaine de l'équipe des moins de 19 ans, où il est un joueur régulier. Le 1er septembre 2022, il signe son premier contrat professionnel avec son club formateur,.
Il joue son premier match en professionnel lors d'une rencontre de Bundesliga le 20 août 2023, face au 1. FSV Mayence 05. Il entre en jeu et son équipe l'emporte par quatre buts à un.
Le 20 septembre 2023, il fait sa première apparition en Ligue des champions, à l'occasion d'un match de groupe face au Real Madrid. Il entre en jeu et son équipe s'incline (1-0 score final),.
Le 7 janvier 2024, Aljoscha Kemlein rejoint le FC St. Pauli sous la forme d'un prêt jusqu'à la fin de la saison.

### En sélection
Aljoscha Kemlein représente l'équipe d'Allemagne des moins de 18 ans pour un total de trois matchs joués, tous en 2022.

### Palmarès
FC St. Pauli
- 2. Bundesliga
  - Champion : 2024

## Statistiques
Le tableau ci-dessous retrace la carrière de Aljoscha Kemlein depuis ses débuts :

| Saison                | Club                  | Championnat           | Championnat | Championnat | Coupe(s) nationale(s) | Coupe(s) nationale(s) | Compétition(s) continentale(s) | Compétition(s) continentale(s) | Compétition(s) continentale(s) | Total | Total |
| Saison                | Club                  | Division              | M.          | B.          | M.                    | B.                    | Comp.                          | M.                             | B.                             | M.    | B.    |
| 2023-2024             | Union Berlin          | Bundesliga            | 2           | 0           | -                     | -                     | C1                             | 1                              | 0                              | 3     | 0     |
| Sous-total            | Sous-total            | Sous-total            | 2           | 0           | 0                     | 0                     | -                              | 1                              | 0                              | 3     | 0     |
| 2023-2024             | FC St. Pauli (prêt)   | 2. Bundesliga         | 2           | 0           | -                     | -                     | -                              | -                              | -                              | 2     | 0     |
| Sous-total            | Sous-total            | Sous-total            | 2           | 0           | 0                     | 0                     | -                              | 0                              | 0                              | 2     | 0     |
| Total sur la carrière | Total sur la carrière | Total sur la carrière | 4           | 0           | 0                     | 0                     | -                              | 1                              | 0                              | 5     | 0     |